# Conde de Valenças
Conde de Valenças foi um título criado pelo rei D. Luís I de Portugal, por decreto de 3 de Março de 1887, a favor de
Luís Leite Pereira Jardim, político e pedagogo.
Usaram o título as seguintes pessoas:
1. Luís Leite Pereira Jardim, 1.º conde de Valenças;
2. Ricardo Anjos Jardim, 2.º conde de Valenças;
3. Luís Ricardo Hintze Ribeiro Jardim, 3.º conde de Valenças;
4. Ricardo Ivens Ferraz Jardim, 4.º conde de Valenças;
5. Luís Bernardo de Tavares e Távora Jardim, 5.º conde de Valenças.[1]